# Nils Silfverskiöld
Nils Otto Silfverskiöld (Göteborg, 3 januari 1888 - Stockholm, 18 augustus 1957) was een Zweeds turner.
Silfverskiöld won tijdens de Olympische Zomerspelen 1912 in eigen land de gouden medaille met de Zweedse ploeg in de landenwedstrijd Zweeds systeem.

## Olympische Zomerspelen
| Jaar | Plaats    | Resultaten          |
| ---- | --------- | ------------------- |
| 1912 | Stockholm | team Zweeds systeem |